# مانيتسوك
مانيتسوك أو مانيتسوق (بالجرينلاندية: Maniitsoq)، مدينة تابعة لبلدية كيكاتا غرب جرينلاند التابعة لمملكة الدنمارك. عدد سكانها 2,784 نسمة بحسب إحصاءات 2010. وهي سادس أكبر المدن في جرينلاند.

## السكان
شهدت مانيستوك انخفاضاً تدريجياً في عدد السكان على مدى فترة من الزمن. فقد فقدت البلدة أكثر من 11% من سكانها بالمقارنة إلى مستويات عام 1990، وحوالي -5% بالمقارنة إلى مستويات عام 2000. وصل عدد سكان مانيستوك 2,784 نسمة عام 2010، وتناقص إلى 2,670 نسمة عام 2013.

## توأمة
لمانيتسوك اتفاقيات توأمة مع:
- إيسبيرغ

## أعلام
- جاكوب لارسن